# Serafim Polenz
Serafim Polenz (* 22. Mai 1925 in Windau, Lettland; † 7. Mai 2001 in Schwerin) war ein deutscher Architekt und Denkmalpfleger.

## Leben
Serafim Polenz stammte aus Kurland, kam 1939 mit seinen Eltern in Folge der Umsiedlung der Deutsch-Balten nach dem Hitler-Stalin-Pakt nach Deutschland und wirkte nach dem Zweiten Weltkrieg in der Sowjetischen Besatzungszone und der Deutschen Demokratischen Republik. Er studierte Architektur an der Hochschule für Architektur und Bauwesen in Weimar, der heutigen Bauhaus-Universität Weimar. Nach dem Hochschulabschluss als Diplom-Ingenieur arbeitete er zuerst am Museum für Deutsche Geschichte, dann in der staatlichen Denkmalpflege als Konservator und zuletzt als Chefkonservator. Neben Weimar und Berlin war seit 1956 das spätere Institut für Denkmalpflege in Schwerin zu seinem neuen Wirkungsort geworden, wo er auch kurz vor Vollendung seines 76. Lebensjahres starb. In Schwerin war er zunächst Stellvertreter und dann Nachfolger von Walter Ohle als Leiter der Arbeitsstelle.
Er war Mitglied des Bundes deutscher Architekten in der DDR.
Bekannt wurde Polenz u. a. für seinen Beitrag zum Erhalt der ehemaligen Häftlingsbaracken im Konzentrationslager Buchenwald und seinen Entwurf für die Gestaltung der Gedenkstätte an das Konzentrationslager Sachsenhausen, den er im Auftrag des Museum für Deutsche Geschichte vorgelegt hatte.

## Veröffentlichungen (Auswahl)
- Die deutsche Bauordnung und die Belange der Denkmalpflege. In: Mitteilungen für die ehrenamtlichen Vertrauensleute des Institutes für Denkmalpflege in der Deutschen Demokratischen Republik, Außenstelle Schwerin, Schwerin, 1960, H. 9, S. 6–11.
- Konservator Dr. Walter Ohle zum 65. Geburtstag am 1. September 1969. In: Mitteilungen des Institutes für Denkmalpflege – Arbeitsstelle Schwerin an die ehrenamtlichen Beauftragten für Denkmalpflege der Bezirke Rostock, Schwerin, Neubrandenburg, Schwerin 1970, S. 92–94.
- Neues Bauen auf dem Lande, die Kulturhäuser in Mestlin und Murchin. In: Denkmale des sozialistischen Aufbaus. 1979, S. 79–83.
- (mit Gudrun Hahn, Heinz Lösler u. a): Architekturführer DDR, Bezirk Schwerin. VEB Verlag für Bauwesen, Berlin 1984.
- (mit Reinhardt Hootz und Kaur Alttoa): Kunstdenkmäler baltische Staaten. Ein Bildhandbuch. Estland, Lettland, Litauen. Darmstadt: Wissenschaftliche Buchgesellschaft, 1992.